# Kolymocyba
Kolymocyba petrophila es una especie de araña araneomorfa de la familia Linyphiidae. Es el único miembro del género monotípico Kolymocyba.

## Distribución
Es un endemismo de Rusia asiática- Se encuentra en el Río Kolymá y en Amguema.